# Alan Barrionuevo
Alan Enzo David Barrionuevo (San Justo, Argentina; 2 de enero de 1997) es un futbolista argentino. Juega de defensa y su equipo actual es el Club Atlético Tigre de la Primera División de Argentina.

## Trayectoria
Barrionuevo comenzó su carrera en Almirante Brown. Debutó con el primer equipo el 6 de mayo de 2017 ante Tristán Suárez por la Primera B Metropolitana.
El 1 de junio de 2022, fue cedido al Central Córdoba (SdE) en la primera división. Disputó cinco encuentros en primera, y regresó a Brown al término de la temporada.
El 29 de diciembre de 2023, se confirmó su préstamo al Deportivo Riestra de la Primera División.

## Estadísticas
Actualizado al último partido disputado el 11 de febrero de 2023.
| Club                            | Div.          | Temporada     | Liga  | Liga  | Copas nacionales | Copas nacionales | Copas internacionales | Copas internacionales | Total | Total |
| Club                            | Div.          | Temporada     | Part. | Goles | Part.            | Goles            | Part.                 | Goles                 | Part. | Goles |
| ------------------------------- | ------------- | ------------- | ----- | ----- | ---------------- | ---------------- | --------------------- | --------------------- | ----- | ----- |
| Almirante Brown Argentina       | 3.ª           | 2016-17       | 1     | 0     | —                | —                | —                     | —                     | 1     | 0     |
| Almirante Brown Argentina       | 3.ª           | 2017-18       | 4     | 0     | —                | —                | —                     | —                     | 4     | 0     |
| Almirante Brown Argentina       | 3.ª           | 2018-19       | 12    | 0     | —                | —                | —                     | —                     | 12    | 0     |
| Almirante Brown Argentina       | 3.ª           | 2019-20       | 30    | 4     | —                | —                | —                     | —                     | 30    | 4     |
| Almirante Brown Argentina       | 2.ª           | 2021          | 35    | 1     | 1                | 0                | —                     | —                     | 36    | 1     |
| Almirante Brown Argentina       | 2.ª           | 2022          | 15    | 2     | 1                | 0                | —                     | —                     | 16    | 2     |
| Almirante Brown Argentina       | 2.ª           | 2023          | 2     | 1     | 0                | 0                | —                     | —                     | 2     | 1     |
| Almirante Brown Argentina       | Total club    | Total club    | 99    | 8     | 2                | 0                | 0                     | 0                     | 101   | 8     |
| Central Córdoba (SdE) Argentina | 1.ª           | 2022          | 5     | 0     | 0                | 0                | —                     | —                     | 5     | 0     |
| Central Córdoba (SdE) Argentina | Total club    | Total club    | 5     | 0     | 0                | 0                | 0                     | 0                     | 5     | 0     |
| Total carrera                   | Total carrera | Total carrera | 104   | 8     | 2                | 0                | 0                     | 0                     | 106   | 8     |

## Palmarés

### Títulos nacionales
| Título                  | Club            | País      | Año             |
| ----------------------- | --------------- | --------- | --------------- |
| Primera B Metropolitana | Almirante Brown | Argentina | Transición 2020 |